# Кейлани
Кейла́ни Э́шли Пэ́рриш (англ. Kehlani Ashley Parrish; род. 24 апреля 1995, Окленд, Калифорния, США), известная как Кейла́ни, — американская певица, автор песен и танцовщица.
Кейлани родом из Окленда, штат Калифорния, где она получила первоначальную славу в качестве участника подростковой поп-группы PopLyfe, которая стала финалистом America’s Got Talent. Она выпустила свой первый микстейп Cloud 19 в 2014 году. Альбом попал в «50 лучших альбомов 2014 года» по версии Complex Второй её микстейп You Should Be Here дебютировал под номером 5 в национальных R&B/Хип-Хоп чартах в 2015 году. В 2016 году она номинировалась на «Грэмми» в категории «Лучший альбом в жанре современной городской музыки».

## Ранняя жизнь
Кейлани выросла в Окленде, штат Калифорния. Её воспитывала тётя, так как её отец умер, а мать сидела в тюрьме. Она посещала Оклендскую школу искусств изначально с акцентом на танец.
В молодости Кейлани хотела обучать танцам в Джульярдской школе, но она получила травму колена в средней школе и обратила свое внимание в сторону пения. Её тетя слушала только R&B и неосоул. Певица говорит, что вдохновилась такими артистами как Лорин Хилл, Эрика Баду и Джилл Скотт. В возрасте 14 лет Кейлани стала участником местной поп-группы PopLyfe.

## Личная жизнь
В январе 2016 года было подтверждено, что Кейлани находится в отношениях со звездой НБА, а затем Кливленд Кавальерс, Кайри Ирвингом. В марте 2016 года канадский музыкант PartyNextDoor опубликовал фотографию руки Кейлани в Instagram, намекая, что они вместе. Это вызвало споры в средствах массовой информации, направленных против Кейлани. Ирвинг позже написал в Твиттере, что они разошлись перед инцидентом, но это, казалось, осталось незамеченным. Негативное внимание СМИ заставило Кейлани попыталась покончить с собой. Кейлани обратилась в социальные сети, чтобы объяснить, что она не изменяла Ирвингу.
Кейлани также публично заявляла, что является квиром и пансексуалкой.
У Кейлани есть дочь, Адейя Номи Пэрриш Янг-Уайт (род. 23.03.2019), от бывшего бойфренда-гитариста Джавона Янга-Уайта.

## Дискография

### Студийные альбомы
| Название                    | Детали                                                                          | Высшая позиция в чарте | Высшая позиция в чарте | Высшая позиция в чарте | Высшая позиция в чарте | Высшая позиция в чарте | Высшая позиция в чарте | Сертификация |
| Название                    | Детали                                                                          | US                     | US R&B/HH              | AUS                    | CAN                    | NZ                     | UK                     | Сертификация |
| --------------------------- | ------------------------------------------------------------------------------- | ---------------------- | ---------------------- | ---------------------- | ---------------------- | ---------------------- | ---------------------- | ------------ |
| SweetSexySavage             | - Выпущен: 27 января 2017 - Лейбл: Atlantic - Форматы: CD, цифровая загрузка    | 3                      | 2                      | 32                     | 3                      | 18                     | 26                     | - RIAA: Gold |
| It Was Good Until It Wasn't | - Выпущен: 8 мая 2020 - Лейбл: Atlantic/Warner - Форматы: CD, цифровая загрузка | 2                      | 2                      | 1                      | 17                     | 13                     | 38                     |              |

### Микстейпы
| Cloud 19           | - Дата Выхода: 26 Августа 2014 года - Лейбл: выпустила сама - Формат: цифровой | —  | — |
| You Should Be Here | - Дата Выхода: 28 Апреля 2015 года - Лейбл: выпустила сама - Формат: цифровой  | 36 | 5 |

### Синглы

#### Как ведущий солист
| Название                                                                               | Год  | Наивысшие позиции в чартах | Наивысшие позиции в чартах | Наивысшие позиции в чартах | Наивысшие позиции в чартах | Наивысшие позиции в чартах | Наивысшие позиции в чартах | Наивысшие позиции в чартах | Наивысшие позиции в чартах | Наивысшие позиции в чартах | Альбом             |
| Название                                                                               | Год  | US                         | US Digital R&B /HH         | US R&B                     | AUS                        | CAN                        | FRA                        | NZ                         | UK                         | UK R&B                     | Альбом             |
| -------------------------------------------------------------------------------------- | ---- | -------------------------- | -------------------------- | -------------------------- | -------------------------- | -------------------------- | -------------------------- | -------------------------- | -------------------------- | -------------------------- | ------------------ |
| «Antisummerluv»                                                                        | 2013 | —                          | —                          | —                          | —                          | —                          | —                          | —                          | —                          | —                          |                    |
| «Til the Morning»                                                                      | 2014 | —                          | —                          | —                          | —                          | —                          | —                          | —                          | —                          | —                          |                    |
| «Get Away»                                                                             | 2014 | —                          | —                          | —                          | —                          | —                          | —                          | —                          | —                          | —                          | Cloud 19           |
| «First Position»                                                                       | 2014 | —                          | —                          | —                          | —                          | —                          | —                          | —                          | —                          | —                          | Cloud 19           |
| «FWU»                                                                                  | 2015 | —                          | —                          | —                          | —                          | —                          | —                          | —                          | —                          | —                          | Cloud 19           |
| «How That Taste»                                                                       | 2015 | —                          | —                          | —                          | —                          | —                          | —                          | —                          | —                          | —                          | You Should Be Here |
| «Down for You» (featuring BJ The Chicago Kid)                                          | 2015 | —                          | —                          | —                          | —                          | —                          | —                          | —                          | —                          | —                          | You Should Be Here |
| «The Way» (featuring Chance the Rapper)                                                | 2015 | —                          | —                          | —                          | —                          | —                          | —                          | —                          | —                          | —                          | You Should Be Here |
| «Champion» (with G-Eazy, IAMSU!)                                                       | 2015 | —                          | —                          | —                          | —                          | —                          | —                          | —                          | —                          | —                          |                    |
| «Tore Up»                                                                              | 2015 | —                          | —                          | —                          | —                          | —                          | —                          | —                          | —                          | —                          |                    |
| «Did I»                                                                                | 2015 | —                          | 42                         | —                          | —                          | —                          | —                          | —                          | —                          | —                          |                    |
| «24/7»                                                                                 | 2016 | —                          | —                          | —                          | —                          | —                          | —                          | —                          | —                          | —                          |                    |
| «CRZY»                                                                                 | 2016 | —                          | 44                         | 21                         | —                          | —                          | —                          | —                          | —                          | —                          |                    |
| «Distraction»                                                                          | 2016 | —                          | —                          | —                          | —                          | —                          | —                          | —                          | —                          | —                          |                    |
| «Gangsta»                                                                              | 2016 | 41                         | 7                          | 6                          | 61                         | 37                         | 81                         | —                          | 57                         | 9                          | Suicide Squad      |
| «—» обозначает синглы, не вошедшие в чарты, или не вышедшие в определённой территории. |      |                            |                            |                            |                            |                            |                            |                            |                            |                            |                    |